# Marutea Sur
Marutea Sur, también conocido bajo el nombre de Marutea-i-runga y de Nuku-nui, es un atolón situado en el archipiélago Tuamotu, en Polinesia Francesa. Forma parte de la comuna de Mangareva.

## Geografía
El atolón está relativamente aislado, ubicado a 74 km al este de Maria, la isla más cercana, a 76 km al este de Matureivavao y a 1 470 km al este de Tahití. Tiene 20 km de longitud y 8 km de anchura máxima, con una superficie de tierras emergidas de 14 km² y una laguna de 112 km² de superficie desprovista de pasos al océano.
Desde un punto de vista geológico, el atolón es la capa coralina (de varios metros de espesor) de la cumbre del monte volcánico submarino homónimo, que asciende 2 710 metros desde la corteza oceánica y que se formó hace entre 30,4 y 37,3 millones de años.
Está vinculado administrativamente a las islas Gambier, ubicadas 172 km al sudeste. La principal localidad de Marutea Sur es Auorotini, ubicada al noroeste del atolón.

## Historia
Marutea Sur pudo haber sido visitado por Pedro Fernández de Quirós el 4 de febrero de 1605, sin que esto esté atestiguado totalmente, haciendo de este atolón el primero descubierto por un europeo en las Tuamotu. Llamó la isla San Telmo en honor al beato y sacerdote dominico español San Telmo. Otros nombres españoles fueron San Blas, dado por el capitán de Quirós, Diego de Prado y Tovar, y Corral de Agua. 
El atolón fue visitado por el capitán británico Edward Edwards el 17 de marzo de 1791, durante su persecución de los amotinados del Bounty, que la nombra Lord Hood Island. Posteriormente fue visitado el 27 de junio de 1797 por el inglés James Wilson, que lo nombra Land's Hood Island, y el 19 de mayo de 1798 por el americano Edmund Fanning. Fue abordado igualmente el 18 de enero de 1806 por el navegador británico Frederick William Beechey.

## Economía
Históricamente el atolón fue uno de los lugares más importantes de la Polinesia Francesa para la producción de ostras de nácar, que a principios del siglo XX alcanzaba las 40 toneladas por año, posicionándose entonces en el tercer puesto tras Hikueru y Takume; sin embargo esta actividad ha sufrido un fuerte declive. El atolón posee un pequeño aeródromo sito en la punta noroeste de la isla.  